# ジャパンカップサイクルロードレース1998
ジャパンカップサイクルロードレース1998は、ジャパンカップサイクルロードレースの7回目のレース。1998年10月25日に行われ、ファビアン・ド・ワールが優勝。

## 結果
10月25日(日) 151.3km
| 順位 | 選手名                 | 国籍     | チーム             | 時間          |
| ---- | ---------------------- | -------- | ------------------ | ------------- |
| 1    | ファビアン・ド・ワール | ベルギー | ロット・モビスター | 4時間06分52秒 |
| 2    | ダニエーレ・ナルデッロ | イタリア | マペイ             | 同            |
| 3    | ホセ・ルイス・ルビエラ | スペイン | ケルメ             | 同            |
| 4    | アンドレア・タフィ     | イタリア | マペイ             | +23秒         |
| 5    | ニキ・エバソルド       | スイス   | ポスト・スイス     | 同            |
| 6    | マルクス・ツベルク     | スイス   | ポスト・スイス     | +24秒         |
| 7    | マリオ・アールツ       | ベルギー | ロット・モビスター | +28秒         |
| 8    | フレデリック・ベシー   | フランス | カジノ             | +50秒         |
| 9    | ダニエル・シュニーデル | スイス   | ポスト・スイス     | +4分24秒      |
| 10   | ロルフ・イェールマン   | スイス   | カジノ             | +4分26秒      |